# Новосёловка (Покровский район)
Новосёловка (укр. Новоселівка) — село,
Великомихайловский сельский совет,
Покровский район,
Днепропетровская область,
Украина.
Код КОАТУУ — 1224283405. Население по переписи 2001 года составляло 295 человек .

## Географическое положение
Село Новосёловка находится на левом берегу реки Волчья,
ниже по течению на расстоянии в 5 км расположено село Орестополь.

## История
- 1783 — дата основания как села Шагаровка.
- 1919 — переименовано в село Новосёловка.